# Alencar Sete Cordas
José de Alencar Soares, mais conhecido como Alencar Sete Cordas (Ipu, 20 de junho de 1951 — 15 de setembro de 2011) foi violonista e professor de violão brasileiro. Participou ativamente da fundação do do Clube do Choro de Brasília, DF.

## Biografia
Alencar Sete Cordas mudou-se para a capital federal na década de 1970, depois de atuar como músico de conjuntos de baile desde a adolescência. Teve importante atuação no desenvolvimento musical de Brasília, já que foi um dos fundadores do Clube do Choro de Brasília, no qual se apresentou durante 25 anos como violonista e arranjador do Grupo Choro Livre. Sua última apresentação se deu justamente no Clube do Choro, durante show do pianista Antonio Carlos Bigonha, no dia 14 de setembro de 2011. Ali executou Carta a Niemeyer, de autoria do próprio Bigonha. No intervalo, sofreu um ataque cardíaco, vindo a falecer poucas horas depois. Sua importância notável e seu prestígio como músico o levou a ser lembrado já no dia 15 em uma sessão do Senado brasileiro.

## Atuação como instrumentista
Ao longo de sua carreira, o mestre Alencar Sete Cordas apresentou-se ao lado de diversos importantes instrumentistas brasileiros, dos quais se destacam: Hermeto Paschoal, Sivuca, Dominguinhos, Oswaldinho do Acordeon, Laércio de Freitas, Antonio Adolfo, Leandro Braga, Gilson Peranzeta, Sebastião Tapajós, Zé Menezes, Turíbio Santos, Marco Pereira, Paulo Belinatti, Paulo Moura, Zé da Velha e Silvério Pontes, Paulo Sérgio Santos, Proveta, Carlos Malta, Altamiro Carrilho, Carlos Poyares, Odeth Ernest Dias, Plauto Cruz, Ronaldo do Bandolim, Jorge Cardoso, Hamilton de Holanda, Izaías do Bandolim, Déo Rian, Joel Nascimento, Armandinho Macedo, Waldir Azevedo, Henrique Cazes, Maurício Einhorn e Avena de Castro, entre outros.
Também acompanhou diversos cantores, tais como Cartola, Clementina de Jesus, Moreira da Silva, Sílvio Caldas, Paulinho da Viola e Elton Medeiros.

## Gravações
Gravou os seguintes discos:
- Chorando Callado 1 e 2
- Choro Livre
- Aos Mestres, com Ternura
- Alencarinos (disco de homenagem ao mestre Alencar 7 Cordas lançado em 2013)[4][5]

## Atuação pedagógica
Alencar Sete Cordas foi um dos professores pioneiros da Escola Brasileira de Choro Rafael Rabello (EBCRR), com Hamilton de Holanda, Jorge Cardoso e Evandro Barcelos, na qual trabalhou cinco anos. Em seguida, fundou sua própria escola. Também foi professor na Escola de Música de Brasília durante quatro anos .
Em sua atuação pedagógica, merece grande destaque a formulação da Teoria das Árvores Harmônicas ou dos Caminhos Harmônicos. Trata-se de um trabalho de observação das sequências de acordes que são normalmente utilizadas em música popular, facilitando ao violonista fazer o acompanhamento de outros instrumentos ou do canto. Esse método destina-se ao ensino e à aprendizagem da harmonia funcional, sendo ferramenta bastante utilizada e festejada por seus alunos. Participou de várias edições do Curso Internacional de Verão (CIVEBRA), na Escola de Música de Brasília (CEP-EMB), seja como professor de violão de 7 cordas, seja como professor de harmonia e improvisação.
Finalmente, dirigiu o Regional BemBrasil, grupo de música instrumental destinado à pesquisa e divulgação do choro.